# Fraser Murray
Fraser Murray (Glasgow, 7 maggio 1999) è un calciatore scozzese, centrocampista del Kilmarnock.

## Statistiche

### Presenze e reti nei club
Statistiche aggiornate al 23 novembre 2022.
| Stagione          | Club              | Campionato        | Campionato | Campionato | Coppe nazionali | Coppe nazionali | Coppe nazionali | Coppe continentali | Coppe continentali | Coppe continentali | Supercoppe | Supercoppe | Supercoppe | Totale | Totale |
| Stagione          | Club              | Comp              | Pres       | Reti       | Comp            | Pres            | Reti            | Comp               | Pres               | Reti               | Comp       | Pres       | Reti       | Pres   | Reti   |
| ----------------- | ----------------- | ----------------- | ---------- | ---------- | --------------- | --------------- | --------------- | ------------------ | ------------------ | ------------------ | ---------- | ---------- | ---------- | ------ | ------ |
| 2016-2017         | Hibernian         | SC                | 2          | 0          | CS+CdL          | 0               | 0               | UEL                | 0                  | 0                  | SCC        | 1          | 1          | 3      | 1      |
| 2017-2018         | Hibernian         | SP                | 2          | 0          | CS+CdL          | 0+4             | 0+2             | -                  | -                  | -                  | -          | -          | -          | 6      | 2      |
| 2018-2019         | Hibernian         | SP                | 6          | 0          | CS+CdL          | 1+0             | 0               | UEL                | 1                  | 0                  | -          | -          | -          | 8      | 0      |
| 2019-2020         | Hibernian         | SP                | 7          | 0          | CS+CdL          | 2+4             | 0+1             | -                  | -                  | -                  | -          | -          | -          | 13     | 1      |
| Totale Hibernian  | Totale Hibernian  | Totale Hibernian  | 17         | 0          |                 | 11              | 3               |                    | 1                  | 0                  |            | 1          | 1          | 30     | 4      |
| set. 2020-2021    | Dunfermline       | SC                | 23+1       | 4          | CS+CdL          | 1+6             | 0+2             | -                  | -                  | -                  | -          | -          | -          | 31     | 6      |
| 2021-2022         | Kilmarnock        | SC                | 34         | 3          | CS+CdL          | 1+4             | 0+2             | -                  | -                  | -                  | SCC        | 3          | 2          | 42     | 7      |
| 2022-2023         | Kilmarnock        | SP                | 10         | 0          | CS+CdL          | 0+3             | 0+1             | -                  | -                  | -                  | -          | -          | -          | 13     | 1      |
| Totale Kilmarnock | Totale Kilmarnock | Totale Kilmarnock | 44         | 3          |                 | 8               | 3               |                    | -                  | -                  |            | 3          | 2          | 55     | 8      |
| Totale carriera   | Totale carriera   | Totale carriera   | 84+1       | 7          |                 | 26              | 8               |                    | 1                  | 0                  |            | 4          | 3          | 116    | 18     |

## Palmarès

### Club

#### Competizioni nazionali
- Scottish Championship: 2

Hibernian: 2016-2017
Kilmarnock: 2021-2022